# Hnizdîșce, Horodnea
Hnizdîșce (în ucraineană Гніздище) este localitatea de reședință a comunei Hnizdîșce din raionul Horodnea, regiunea Cernihiv, Ucraina. În secolul al XIX-lea, satul făcea parte din volostul Tupîciv, uezdul Horodnea.

## Demografie
Componența lingvistică a localității Hnizdîșce
     Ucraineană (94,67%)
     Rusă (5,33%)
Conform recensământului din 2001, majoritatea populației localității Hnizdîșce era vorbitoare de ucraineană (94,67%), existând în minoritate și vorbitori de rusă (5,33%).